# Mirage
Mirage és una pel·lícula de thriller neo noir de 1965 dirigida per Edward Dmytryk a partir d'un guió de Peter Stone, basat en la novel·la de 1952 Fallen Angel, escrita per Howard Fast sota el pseudònim Walter Ericson; la novel·la no està acreditada pel títol a la pantalla. Fou protagonitzada per Gregory Peck, Diane Baker, Walter Matthau, George Kennedy i Kevin McCarthy, i fou distribuïda per Universal Pictures.

## Sinopsi
Durant una apagada en un edifici, es produeixen dos episodis diferents però relacionats: el conegut filantrop i investigador Charles Calvin mor després de caure de la finestra del seu despatx i el químic i el seu millor amic David Stillwell perd la memòria sense poder recordar el esdeveniments dels darrers temps. Amb l'ajuda de l'investigador Caselle, Stillwell intenta rastrejar l'època en què va sorgir la seva amnèsia, però una misteriosa figura, anomenada Major, ha posat al darrere alguns dels seus homes que comencen a eliminar alguns dels seus coneguts. Amb la lenta però progressiva recuperació de la memòria, Stillwell aconsegueix poc a poc reconstruir els fets dels dos últims anys, fins que aconsegueix comprendre el motiu de l'amnèsia i l'element que la connecta al Major i la mort de Calvino.

## Repartiment
- Gregory Peck - David Stillwell
- Diane Baker - Shela
- Walter Matthau - Ted Caselle
- Kevin McCarthy - Josephson
- Jack Weston - Lester
- Leif Erickson - Major Crawford
- Walter Abel - Charles Calvin
- George Kennedy - Willard
- Robert H. Harris - Dr. Broden
- Anne Seymour - Frances
- House B. Jameson - Bo
- Hari Rhodes - Tinent Franken
- Syl Lamont - Benny
- Eileen Baral - Irene
- Neil Fitzgerald - Joe Turtle
- Franklin Cover – Líder del grup

## Producció
El guió hitchcockià va ser escrit per Peter Stone com a seguiment del gran èxit de Xarada. Matthau i Kennedy van encapçalar el repartiment de Xarada.
El rodatge va tenir lloc en diverses ubicacions del districte financer de Nova York. La fictícia empresa Unidyne tenia la seu a 2 Broadway. Una altra ubicació clau de la pel·lícula és el passeig amb Peck i Baker per Battery Park fins a City Pier A.
La pel·lícula es va rodar en poc temps entre el 24 d'octubre de 1964 i el 24 de desembre de 1964 en pel·lícula en blanc i negre Eastman Kodak 4-X 5224 i estrenada als Estats Units el 26 de maig de 1965.

## Recepció crítica
The New York Times va escriure "Amb un estil breu, col·loquial, de tant en tant humorístic, aquest exercici de caça, assassinat, inestabilitat mental i moralització sobre el lloc del científic en un món atòmic, evoluciona com una persecució interessant, força tendra, si no especialment creïble i misteriosa"; mentre que Variety va assenyalar " Hi ha moments d'acció rígida i de suspens, però la trama és tan confusa com excessivament enginyosa." Tanmateix, més recentment, Time Out la va anomenar "un dels millors thrillers dels anys 60", arribant a la conclusió que "la dura fotografia en blanc, els diversos nivells de realitat i l'ús del paisatge urbà, tots contribueixen a la sensació de inquietud, construint una atmosfera potser millor que la mecànica de la trama."

## Premis
- Conquilla d'Or a la millor pel·lícula al Festival Internacional de Cinema de Sant Sebastià 1965[11]